# Krasnovia
Krasnovia là chi thực vật có hoa trong họ Apiaceae.